# Eloïse production
Eloïse production est une jeune entreprise de création cinématographique belge ayant de nombreux projets dans le cinéma d'auteur.

## Production
- 1992 : 8 en jeu d'Yves Hanchar[1] (court métrage)
- 1993 : La Partie d'échecs d'Yves Hanchar[2]
- Enfance de Frédérique Dolphinjn[3] (court métrage)